# Relaciones Burkina Faso-Rusia

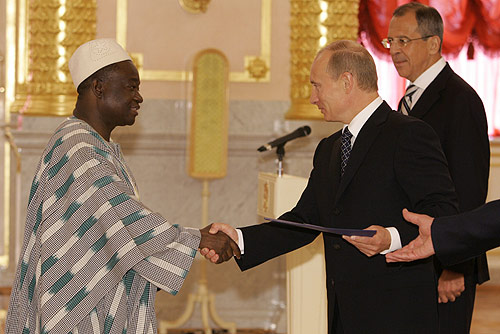
Vladímir Putin y Xavier Niodogo. Moscú, 2007.

Las relaciones Burkina Faso–Rusia' (en ruso: Российско-буркинийские отношения, en francés: Rélations Burkina Faso-Russie) son las relaciones bilaterales entre dos países, Burkina Faso y la Federación Rusa. Rusia está representado en Burkina Faso desde su embajada en Costa de Marfil y Burkina Faso tiene una embajada en Moscú.

## Historia

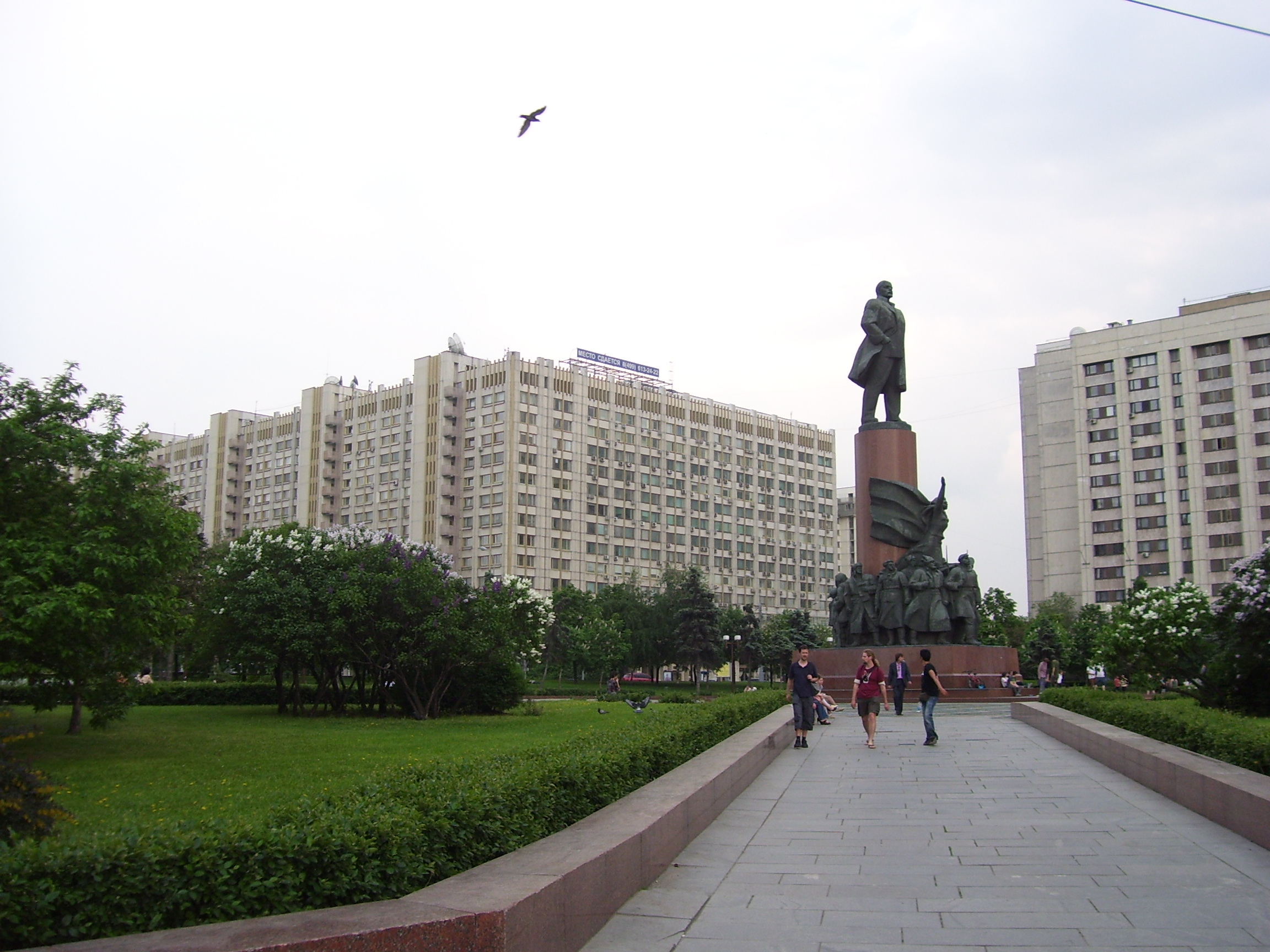
Embajada de Burkina Faso en Moscú.

Las relaciones diplomáticas entre Burkina Faso y la Unión Soviética se establecieron por primera vez el 18 de febrero de 1967. Tras la disolución de la Unión Soviética, Burkina Faso reconoció a Rusia como su sucesora. Por razones financieras se cerraron las embajadas entre ambos países, la rusa en Uagadugú en 1992 y la burkinesa en Moscú en 1996. Burkina Faso reabriría más tarde su embajada. Rusia administra la diplomacia en Burkina Faso desde su embajada en Abiyán (Costa de Marfil).
Las relaciones son amistosas: en 2000, entre Rusia y Burkina Faso se firmó un acuerdo internacional sobre la no necesidad de visado para los pasaportes diplomáticos y de servicio. Las relaciones comerciales y económicas están limitadas a contatos de negocios ocasionales entre estructuras de negocio. La deuda de Burkina Faso a Rusia fue completamente condonada por un acuerdo en 2003. El monto total del comercio alcanzaba en 2008 3.2 millones de dólares (en su mayoría exportaciones rusas). La educación superior rusa recibió alrededor de 3.500 estudiantes burkineses. En el año académico 2008/2009, se concedieron a Burkina Faso dos becas para educación en universidades rusa a costa del presupuesto federal, pero no son usadas.
En julio de 2007, el embajador burkinés en Moscú, Xavier Niodogo tuvo una reunión en el Ministerio de Asuntos Exteriores de Rusia en al que se discutieron varios problemas africanos, así como el desarrollo de relaciones bilaterales entre los dos países. Niodogo alabó la aproximación rusa a la asistencia a los países africanos, específicamente en el alivio de su carga de deuda, que obstaculiza el desarrollo socioeconómico y la resolución de conflictos en el continente africano.
El 28 de diciembre de 2023, Rusia reabre su embajada en Burkina Faso, que había cerrado en 1992, continuando un acercamiento con Burkina Faso..